# Arisia Rrab
Arisia Rrab è un personaggio dei fumetti pubblicati dalla DC Comics, una supereroina che fa parte del Corpo delle Lanterne Verdi. È un'aliena umanoide con la pelle giallo-dorata, così come i capelli e gli occhi, e ha orecchie a punta da elfo.
Le fu dato il nome di Arisia in onore del pianeta Arisia del ciclo Lensman di E. E. Smith. Insieme a Eddore di Tront, fu ideata da Mike W. Barr nella serie Tales of the Green Lantern Corps nel 1981. Il suo cognome è Barr letto alla rovescia.

## Biografia del personaggio

### Corpo delle Lanterne Verdi
Arisia è originaria del pianeta Graxos IV. Suo padre, Fentara, servì nel Corpo come Lanterna Verde del settore 2815. In Blackest Night: Tales of the Corps n. 3, si scopre che (rara occasione) tutte le Lanterne che precedettero suo padre appartenevano alla sua famiglia. Quando suo padre perse la vita sul lavoro, suo zio Blish fu scelto come rimpiazzo successivo. Anche Blish, infine, diede la vita servendo nel Corpo, e Arisia fu scelta come Lanterna Verde successiva nel giorno del suo compleanno, facendo di lei almeno il quinto membro della famiglia a servire nel Corpo. Fu descritto che Arisia divenne una Lanterna Verde mentre era ancora un'adolescente. La sua età fu successivamente riconnessa retroattivamente nel n. 13 del quarto volume di Green Lantern; si rivelò che "a causa della lunga orbita del suo pianeta intorno ai due soli, tredici anni su Graxos IV equivalevano a 240 anni sulla Terra".
Arisia comparve per la prima volta in Tales of the Green Lantern Corps n. 1 (maggio 1981) come parte di un enorme gruppo di Lanterne Verdi inviate a combattere Krona e Nekron. Lei, Katma Tui, Salaak, Ch'p (che si riferivano a lei come alla "bellona"), e Kilowog si ricollocarono tutti sulla Terra dopo la Crisi sulle Terre infinite. Una volta lì, adottò l'identità segreta di Cindy Simpson, e ridisegnò le uniformi del gruppo perché potessero esprimere meglio le loro personalità individuali. Arisia fu vista, in origine, litigare con Hal Jordan, la Lanterna Verde del settore 2814. Dopo essere stata assegnata alla Terra con Jordan, utilizzò inconsciamente il suo anello del potere per invecchiarsi, così che lei e Jordan avrebbero potuto stare insieme. Sebbene Jordan rispose positivamente alle attenzioni di Arisia, era già da tempo che lui la vedeva come un'adulta. Successivamente, Arisia fu tra le Lanterne verdi che persero il proprio potere a causa della distruzione della Batteria del Potere Centrale sul pianeta Oa. Tuttavia, Arisia decise di rimanere sulla Terra con il suo fidanzato, Hal, e concentrarsi sulla sua carriera di modella. La loro relazione cominciò ad affievolirsi poiché dovettero adattarsi ai cambiamenti che affliggevano il Corpo, che però infine li portarono a lasciarsi.

### Senza poteri
Dopo la fine della sua relazione con Hal Jordan, Arisia cominciò a sviluppare la sua amicizia con Kilowog. Durante una visita, un colpo alla testa le causò una perdita di memoria e la fece regredire mentalmente all'età di 13 anni. Così andò in cerca dell'unica persona che pensava potesse aiutarla: Hal Jordan. Arrivò alle Ferris Industries, disperata per trovare Jordan, e (dopo un attacco del Nuovo Guardiano Floro) riuscì a riunirsi con lui. Dopo qualche tempo, la sua memoria cominciò lentamente a ritornare, sebbene non fosse pronta per sopportare la responsabilità di essere di nuovo una Lanterna Verde. Anche se si offrì di ritornare in servizio come rinforzo di Hal, come Guy Gardner e John Stewart, la sua iniziativa fu negata.
Con l'andare del tempo, la sua memoria tornò definitivamente, e chiese aiuto a Gardner per ritrovare Kilowog. Arisia si offrì di andare su Oa con Gardner e la Justice League Task Force, dato che la sua conoscenza di Oa sarebbe stata di prezioso aiuto per la squadra. Gardner rifiutò il suo aiuto in quanto la sua perdita di potere sarebbe stat d'intralcio. Dopo il rifiuto, Arisia tornò armata fino ai denti, e chiese di unirsi a loro. Su Oa, scoprirono i resti scheletrici di Kilowog e vennero attaccati da Hal Jordan. Lei sopravvisse all'attacco e, dopo essere ritornata sulla Terra, cominciò a lavorare nel bar di Gardner: il Warrior's. Nel giorno d'apertura, Arisia seppe della presunta morte di Hal Jordan da Kyle Rayner; però Jordan ritornò in tempo per la smentita. Cambiò Arsiai in una Lanterna Verde e le offrì di fare ritornare tutto com'era. Arisia rispose che le cose ormai erano cambiate e che lui non era più l'uomo che era, e gli chiese di andarsene.
Mentre lavorava al Warrior's, Arisia divenne amica di Buck Wargo e Desmond Farr (alias Tiger Man). Fu poi raggiunta da Piombo, dei Metal Men e dalla da tempo perduta Lady Blackhawk, che fecero da buttafuori, combattendo contro numerosi criminali che attaccarono il bar. Durante quell'episodio, Arisia dimostrò di avere delle innate abilità guaritrici.

### Assassinata
Una donna misteriosa che aveva legami con l'egualmente enigmatica organizzazione conosciuta come "Il Quorum" cercò di gettare un incantesimo su Guy Gardner e prendere controllo delle sue azioni. Grazie all'aiuto di Veronna, che aveva giurato di proteggere il Guerriero, Guy fuggì all'attentato della criminale. Nel mezzo del conflitto, anche il resuscitato Major Force arrivò in cerca di Veronna. Anche se fu infruttuoso, era troppo contento per perdere tempo a confrontarsi con gli alleati di Gardner che gli si mettevano davanti. Arisia, impreparata per un attacco di Major Force, fu soffocata a morte nonostante il tentativo di difesa. Dopo la sconfitta di Arisia, Major Force chiamò Guy Gardner per fargli vedere questo macabro spettacolo. Gardner si batté contro Major Force e vendicò Arisia. Al funerale, Hal Jordan (di nuovo nelle vesti di Parallax), comparve al fianco di Guy Gardner per portare i suoi rispetti alla donna che una volta amò. Prima di andarsene, creò un ologramma fluttuante di Arisia sul suo corpo.

### Resurrezione ed oltre
Dopo aver ripreso il suo status di Lanterna Verde, Jordan viaggiò fino alla casa dei Manhunters, il pianeta Biot con Guy Gardner. Qui scoprirono dozzine di Lanterne Verdi scomparsi (compresi quelli che hal aveva lasciato per morti durante Emerald Twilight) in animazione sospesa, tenuti come batterie per potenziare il Cyborg Superman e la nuova generazione di Manhunters. Hal svegliò numerose Lanterne Verdi, ma questi lo attaccarono, credendo che fosse ancora loro nemico. Trovò Arisia incosciente e dentro un bozzolo sul muro di una caverna e la liberò. Cyborg Superman rivelò che dopo essere stata uccisa e seppellita da Major Force, l'abilità rigenerante della sua specie la riportarono in vita sottoterra. Henshaw mandò i Manhunters a ritrovarla e portarla su Biot. Di nuovo in forma, Arisia combatté al fianco di Hal, aiutandolo a distruggere il pianeta. Sebbene la loro relazione non fu mai più presa in considerazione, i due si scambiarono un bacio.
Arisia fu mostrata in un combattimento contro i Sinestro Corps fuori Oa con Kilowog e molte reclute del Corpo. I Guardiani le assegnarono il compito di tenere d'occhio Sodam Yat, la Lanterna Verde di Daxam, in quanto le fu detto che era una parte fondamentale per la sopravvivenza del Corpo. Arisia ebbe delle difficoltà inizialmente, in quanto Yat era insofferente agli ordini datigli. Arisia, insieme alla maggior parte del Corpo, partecipò all'universale Guerra contro i Sinestro Corps, che incluse numerose battaglie importanti sulla sua ex casa: la Terra.
Dopo gli eventi della Guerra contro i Sinestro Corps, Arisia continuò il suo lavoro come partner di Yat, ora nuovo ospite dell'entità nota come Ion. Lavorarono insieme per liberare Daxam da Mongul e la sua fazione di membri del Sinestro Corps. Vi riuscirono solo quando Sodam Yat diede la sua vita per trasformare il sole rosso di Daxam in un sole giallo. Con il suo ritorno su Oa, Arisia trovò il pianeta sovrappopolato di Lanterne Nere, con i cadaveri della sua famiglia tra di loro.

## Altri media
- È comparsa brevemente nell'episodio I Guardiani dell'Universo della serie animata Superman.
- Nell'episodio Il ritorno della serie animata Justice League Unlimited, Arisia appare in una sequenza come membro del Corpo delle Lanterne Verdi a guardia di Oa.
- Arisia è comparsa, senza pronunciare battute, nella serie animata Batman: The Brave and the Bold.
- È comparsa in Lanterna Verde - Prima missione.
- È comparsa in Lanterna Verde - I cavalieri di smeraldo.
- La si può trovare a Mogo nel DLC Lotta per la Luce - Parte 1 su DC Universe Online.